# BOOM!BOOM!BOOM!!
「BOOM!BOOM!BOOM!!」（ボン　ボン ボン）は、中華人民共和国の女性アイドルグループ、GNZ48の楽曲。三本目が作詞、陳敏倩作曲を手掛けた。2017年1月20日にGNZ48のメジャー2枚目のシングルとして発売された。楽曲のセンターポジションは謝蕾蕾が務めた。

## EP収録トラック
| #  | タイトル               | 作詞   | 作曲   | 編曲   | 時間  |
| -- | ---------------------- | ------ | ------ | ------ | ----- |
| 1. | 「新年好」(新年好)     | 三本目 | 陳敏倩 | 吳英仲 | 03:06 |
| 2. | 「拆封未來」(拆封未来) | 張鵬鵬 | 吳依瑄 | 吳依瑄 | 03:47 |
| 3. | 「青春不敗」(青春不败) | 謝夢瓊 | 姜帆   | 姜帆   | 03:37 |
| 5. | 「夢飛船」(梦飞船)     | 張鵬鵬 | Wave G | Wave G | 04:04 |
| 6. | 「回家」(回家)         | 三本目 | E.T    | 郭磊   | 03:42 |

## 選抜メンバー
| - 謝蕾蕾 - 李沁潔 - 張瓊予 - 高源婧 | - 龍亦瑞 - 張心雨 - 王盈 - 陳雨琪 | - 鄭丹妮 - 盧靜 - 唐莉佳 - 劉力菲 | - 肖文鈴 - 黃黎蓉 - 張凱祺 - 劉倩倩 |